# Корнеев, Василий Терентьевич
Василий Терентьевич Корнеев (10 декабря 1920 года, д. Ерино, Михайловский уезд, Рязанская губерния — 8 октября 1943 года, Днепропетровская область) — Герой Советского Союза, старший лейтенант, член ВКП(б).

## Биография
Родился 10 декабря 1920 года в д. Ерино в семье крестьянина. Русский.
Окончил 5 классов.
Работал на цементном заводе в г. Михайлов.
В Советской Армии с 1939.
Окончил курсы младших лейтенантов при артиллерийском училище в 1941.
В действующей армии с июня 1941.
Командир батареи 1844-го истребительно-противотанкового артиллерийского полка
старший лейтенант Корнеев в районе с. Бородаевка 25-28 сентября 1943 года умело управлял огнём, подавил огневые точки противника на правом берегу Днепра.
В ночь на 29 сентября 1943 года батарея преодолела реку и вступила в бой за плацдарм.
Погиб в бою 8 октября 1943 года.
Звание Героя Советского Союза присвоено 26 октября 1943 года посмертно.
Из наградного листа:
Отбивая контратаки противника, батарея истребила до сотни гитлеровцев… В течение 10 дней, то есть с 28 сентября по 8 октября 1943 г., в ожесточённых боях батарея уничтожила до 300 солдат и офицеров противника, сожгла средний танк и уничтожила много огневых средств врага. Личный состав и лично ст. лейтенант Корнеев вёл себя на поле боя героически. Отражал контратаку танков противника, 8 октября 1943 г. старший лейтенант Корнеев погиб смертью героя на поле боя у орудия.
Похоронен на месте боёв.

## Награды
- Медаль «Золотая Звезда» (1943);
- орден Ленина (1943);
- орден Красной Звезды.

## Память
На здании цементного завода в Михайлове и на доме по улице его имени в пос. Октябрьский установлены мемориальные доски.